# Cecil Scott

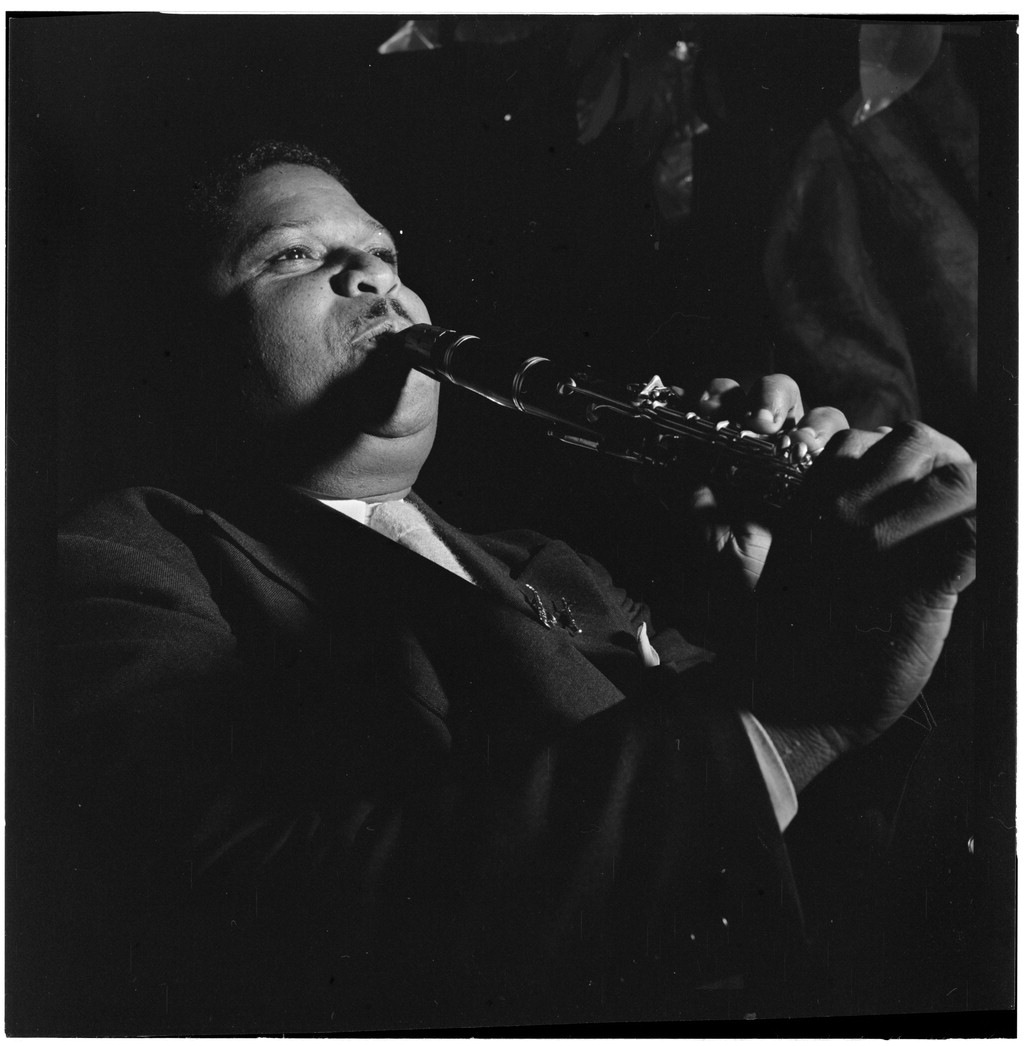
Cecil Scott (Ole South, New York, etwa Oktober 1946. Foto: William P. Gottlieb)

Cecil Xavier Scott (* 22. November 1905 in Springfield (Ohio); † 5. Januar 1964 in New York City) war ein US-amerikanischer Jazz-Musiker (Klarinette, Tenorsaxophon) und Bandleader.

## Leben und Wirken
Cecil Scott spielte als Jugendlicher in der Band seines Bruders, des Schlagzeugers Lloyd Scott. Gemeinsam leiteten sie Ende der 1920 eine Band, die in Ohio, Pittsburgh und im New Yorker Savoy Ballroom auftrat. Zu deren Mitgliedern gehörten u. a. Dicky Wells, Frankie Newton, Bill Coleman, Roy Eldridge, Johnny Hodges und Chu Berry. Ab 1929 leitete Cecil die Band, während Lloyd das Management übernahm. Ein Unfall unterbrach Anfang der 30er Jahre vorübergehend seine Karriere; nach seiner Rehabilitation spielte er 1932/33 bei Ellsworth Reynolds und ab 1936 bei Teddy Hill, Clarence Williams und Teddy Wilson (1936/37), mit dem er auch Billie Holiday begleitete. Anfang der 1940er Jahre spielte er bei Alberto Socarras, Red Allen, Willie The Lion Smith, bevor er 1942 erneut eine eigene Formation zusammenstellte, der zeitweise auch Hot Lips Page und Art Hodes angehörten. Scott arbeitete Ende der 1940er Jahre auch mit Slim Gaillard. 1950 löste er die Band auf und arbeitete mit Jimmy McPartland. Er leitete später noch gelegentlich eigene Gruppen und arbeitete sonst vorwiegend als Sideman. Scott spielte manchmal drei Klarinetten gleichzeitig.